# Maigret dühbe gurul
A Maigret dühbe gurul (La colère de Maigret) Georges Simenon egyik Maigret-regénye, amelyet 1962-ben írt. Magyarul a Park Kiadó gondozásában jelent meg 2004-ben.

## Történet
|  | Alább a cselekmény részletei következnek! |

Maigret az unalmas papírmunka után úgy dönt, benéz a Dauphine sörözőbe. Itt találkozik Lucas-val, akinek még az alvilági Mazotti leszámolásának ügyét adta. Most azonban más foglalkoztatja őt: Antonio Faranoval beszél, aki elmondja, eltűnt a sógora, Émile Boulay, aki több sztriptízbárt is vezetett Párizsban. Lehet, hogy ez is valami alvilági ügy lesz?
Két nappal később Boulay holttestét megtalálják az egyik utcában. Éjszaka rakták ki a kocsiból, teteme már erősen oszlásnak indult. Ami még furcsább, úgy tűnik, megfojtották. Ez nem jellemző az alvilágra. De Boulay kabátjában egy csekkfüzetet is találnak, ami félmillió frank felvételére utal. Boulay-ről mindenki tudja, hogy tisztességesen vezette a bárjait, így senki nem érti, mire kellett neki ennyi pénz. A nyomozás kideríti, hogy a mulatóhelyeken senki nem gondolja, hogy Boulay-nek valami köze lett volna a Mazotti-gyilkossághoz, mint ahogy azt se, hogy Boulay leszámolás áldozata lett volna.
Boulay-t utoljára éjfél előtt nem sokkal, egyik mulatóhelyéből a másik felé menet látták. Azonban a másodikba nem érkezett meg. Talán valójában nem is oda igyekezett, hanem valakivel találkozott, akiről legkevésbé sem gondolta volna, hogy meg fogja őt ölni. A gyanúsítottak listájáról szépen sorban lekerül Antonio, húga Ada és Boulay ügyvédje is. Maigret-t leginkább a félmilliós csekk foglalkoztatja. Boulay esetleges végrendeletével kapcsolatban jön szóba ügyvédje, Gaillard, akiről kiderül, hogy ugyanazon a környéken lakik. Maigret gyanúsnak véli, így megkéri Lucas-t, hogy hozzon neki egy listát Gaillard ügyfeleiről.
Maigret kihallgatja Gaillard egyik ügyfelét, Maurant, akit még néhány hónapja mentettek fel. Mauran gyanúsan félvállról veszi a dolgot. Maigret nem érti ezt, így nekiáll faggatni őt, aki kezdi kényelmetlenül érezni magát. Végül kiderül: Mauran úgy tudta, a rendőrség le van fizetve, ugyanis ő jelentős összeget fizetett ezért Gaillardnak. Maigret ettől iszonyú dühös lesz. Behívatja Gaillardot és a fejéhez vágja a dolgot. Ő védekezni próbál, de hát a kocsijában is megtalálták a hulla maradványait, így nem sok lehetősége van erre. Gaillardot lecsukják, majd a cellában felakasztja magát. Maigret pedig egy nap pihenés után ismét a papírmunkával folytatja.
|  | Itt a vége a cselekmény részletezésének! |

## Magyarul
- Maigret dühbe gurul; ford. Pacskovszky Zsolt; Park, Bp., 2004 (Maigret) ISBN 9635306946